# Pieter Hardebol
Pieter Hardebol is een personage uit de Nederlandse soapserie Goudkust. De rol werd in seizoen één, twee, drie en vier (1996-1998) gespeeld door acteur Edgar Wurfbain. Wurfbain zou later nog zijn opwachting maken in de concurrerende soaps Goede tijden, slechte tijden en Onderweg naar Morgen, als respectievelijk Sydney Römer (2001) en Chris Vroman (2005).
Voor Wurfbain betekende de rol dat hij als 17-jarige in korte tijd bekend werd bij een groot publiek. Vanwege het karakter van zijn personage kreeg de acteur op straat negatieve reacties, waarbij hij een keer in elkaar werd geslagen en dus een week niet op de set van de serie kon verschijnen.
Na 2,5 jaar besloot Wurfbain om een punt achter zijn rol te zetten en de serie te verlaten.

## Beschrijving
Pieter is een intelligente, maar verlegen en wat sullige jongen. Regelmatig is hij hopeloos verliefd, onder andere op een lerares. Zijn ouders runnen een strandpaviljoen in Duinwijk, maar het gaat financieel niet goed.